# Alfafara
Alfafara es un municipio y localidad española de la provincia de Alicante, en la Comunidad Valenciana. Se encuentra en la comarca del Comtat. Tiene un total de 419 habitantes (INE 2023). En la actualidad el sector empresarial más destacable es el primario y en un segundo plano el terciario por la cantidad de lugares pintorescos y llenos de historia.

## Toponimia
El topónimo deriva del árabe الفخارة (al-faḫāra), «la alfarería». Cuyo significado es "fuente que brota con violencia" haciendo referencia a un salto de agua en la Peña del "Xorro".

## Geografía
Alfafara tiene una superficie de 20,41 km² y se encuentra situada en el norte de la provincia de Alicante. Pertenece a la comarca del Comtat. Se halla enclavada al pie de la Sierra Mariola, en la valleta de Agres, entre las Sierras de Agullent y Mariola, en la zona limítrofe de las provincias de Alicante y Valencia. Sus límites son al norte, Agullent y Onteniente; al sur y oeste, Bocairente y al este, Agres.
A la población se accede por la carretera comarcal CV-700, que va de Muro de Alcoy a Bocairente, que enlaza con la carretera nacional de Villena a Alcudia de Crespins.
A 582 m sobre el nivel del mar, el terreno es irregular, con zonas llanas en el centro y muy montañoso en las vertientes norte de la Sierra Mariola.

## Historia
Ya desde el periodo Gravetiense (Paleolítico Superior) en las zonas del Abrigo del Molí del Pantanet hay indicios de una población prehistórica por las pinturas rupestres encontradas. Hay constancia que los primeros pobladores eran íberos, datados en los siglos VI y VII por los restos encontrados en Cabeço de Mariola o de la Cova, Cabezo de Serrelles, Cabezo de los Monserrates, Loma de Carbonell, la Curva del Bolumini y la Necrópolis del Mas del Pou. Fue un lugar musulmán como lo demuestra su nombre árabe alfawara que significa fuente o surtidor y que, probablemente hace referencia a la Peña del Chorro, salto de agua que cae con fuerza en épocas de lluvia.
Después de la conquista de Biar por Jaime I de Aragón, sobre 1245, este lugar musulmán se concede en señorío a Ximén Pérez d´Orís en 1250, y posteriormente en 1392, fue vendida a Pere d’Artés.
En 1370, el rey Pedro IV el Ceremonioso, lo había incorporado a la villa de Bocairente, de la cual se separa en 1632, por Felipe IV, mediante la concesión del título de Universidad de Alfafara.
Canónicamente la parroquia de Alfafara está ligada a la de Bocairente desde 1437, por decisión del arzobispo Fray Tomás de Villanueva, ratificada después por la bula de San Pio V, en 1566 hasta 1782, concediéndole la potestad de ser parroquia independiente.
Hasta 1707 la población queda incorporada a la Gobernación de Játiva y después hasta 1833, a la Gobernación de Montesa. A partir de esta fecha se incorpora a la provincia de Alicante, perteneciendo actualmente al partido judicial de Alcoy.

## Demografía
Alfafara cuenta con una población de 413 habitantes (INE 2024).
| Gráfica de evolución demográfica de Alfafara entre 1842 y 2021                                                      |
| |
| Población de derecho según los censos de población del INE Población de hecho según los censos de población del INE |

## Economía
Se basa en pequeñas explotaciones agrícolas de secano, olivar, frutales y cereales. Las tierras de cultivo son explotadas principalmente por sus propietarios. La ramadería es una de las actividades principales y es en su mayor parte doméstica. También hay pequeñas empresas de hilo, envases de plástico, construcción, industrias caseras y de servicios donde en total hay 17 sociedades en 2020.
Por otra parte, el sector servicios ofrece varias actividades turísticas y otros enfocados en el bienestar personal como el centro médico y la piscina municipal.

## Administración y política
| Elecciones municipales del 28 de mayo de 2023 |       |            |
| Partido                                       | Votos | Concejales |
| GXA                                           | 170   | 5          |
| ACORD PER GUANYAR                             | 98    | 2          |
| PSOE                                          | 17    | -          |
| PP                                            | 5     | -          |
| Fuente: La Vanguardia.                        |       |            |

| Periodo   | Nombre                  | Partido           |
| --------- | ----------------------- | ----------------- |
| 1979-1983 | Evaristo Francés Tudela | AP                |
| 1983-1987 | Vicente Terol Cabanes   | AP                |
| 1987-1991 | José Sanz Pascual       | PSPV-PSOE         |
| 1991-1995 | José Sanz Pascual       | PSPV-PSOE         |
| 1995-1999 | José Sanz Pascual       | PSPV-PSOE         |
| 1999-2003 | José Sanz Pascual       | PSPV-PSOE         |
| 2003-2007 | José Sanz Pascual       | PSPV-PSOE         |
| 2007-2011 | José Sanz Pascual       | PSPV-PSOE         |
| 2011-2015 | José Sanz Pascual       | PSPV-PSOE         |
| 2015-2019 | Raquel Vicedo Vicedo    | PSPV-PSOE         |
| 2019-2023 | Toni Cloquell           | Gent per Alfafara |
| 2023-act. | Toni Cloquell           | Gent per Alfafara |

## Patrimonio

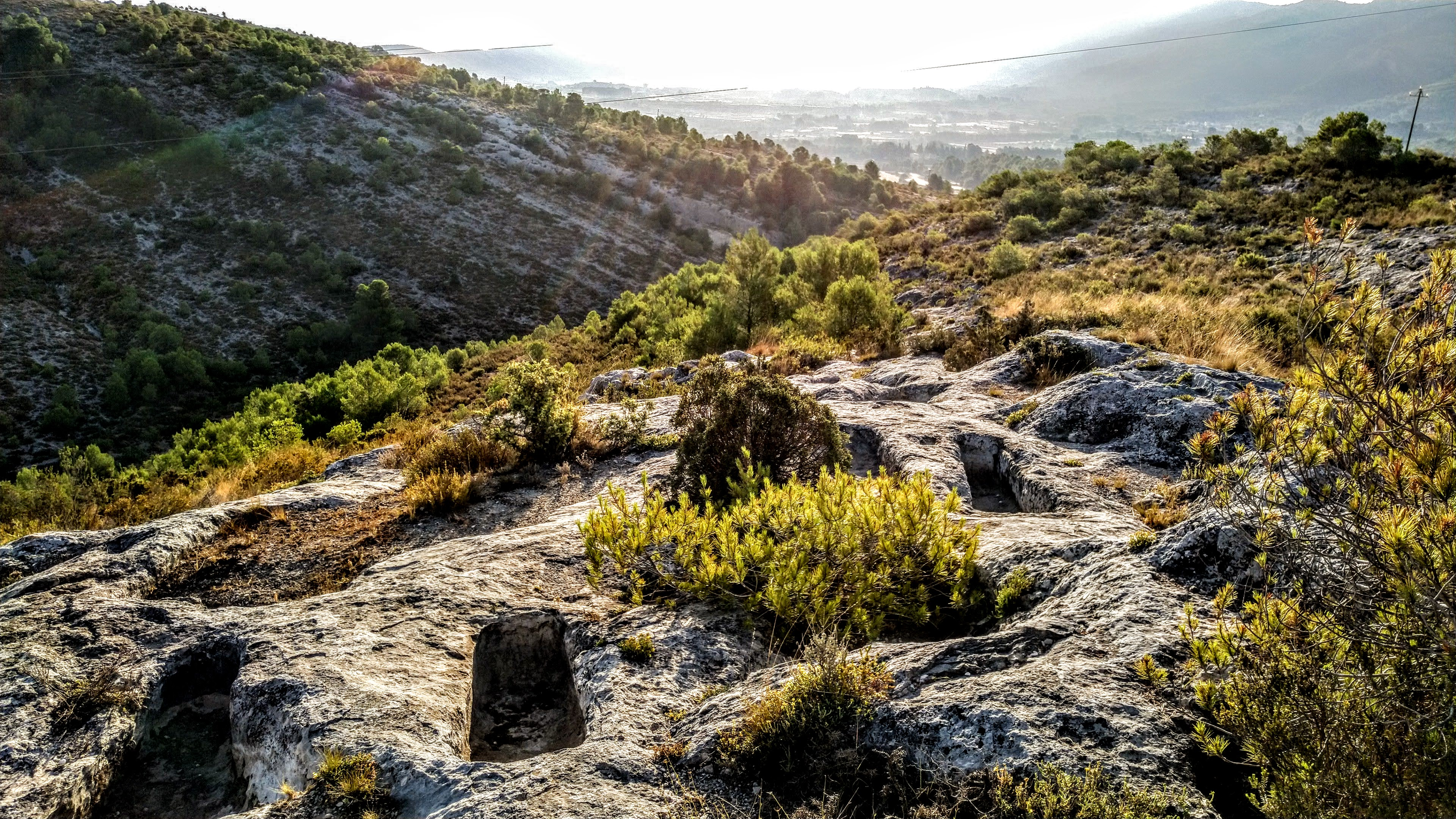
Necrópolis del Mas del Pou, Alfafara

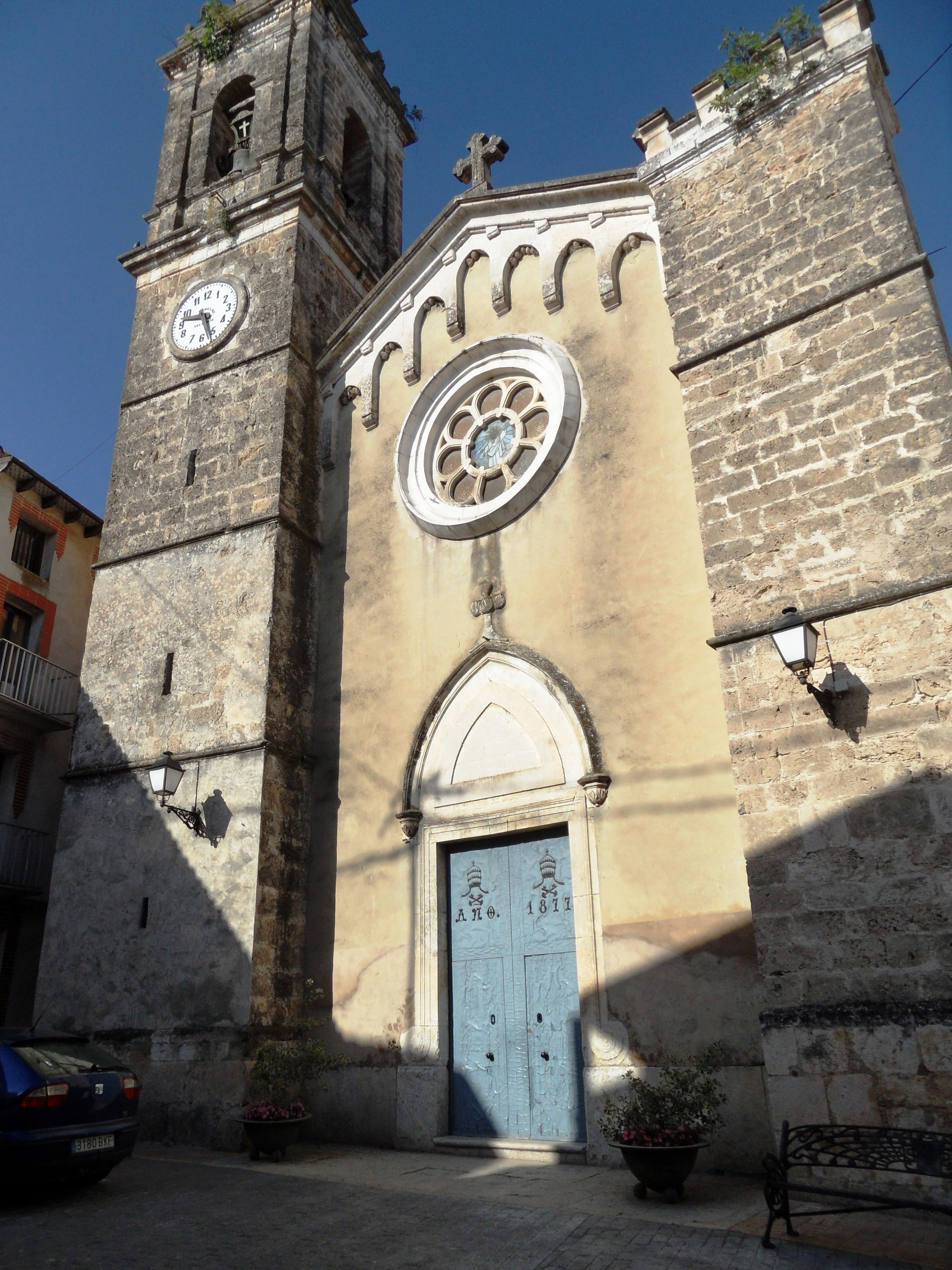
Iglesia de la Transfiguración del Señor

- Iglesia de la Transfiguración del Señor (Iglesia de la Transfiguració del Senyor). De estilo románico.
- Cueva de las Ventanas (Cova de les Finestres). Cueva natural de alto valor y uno de los recursos locales más trascendentes.
- Restos arqueológicos. Se conocen restos de los primeros tiempos de la Edad de los Metales en la Cueva el Bolumini, donde hubo un enterramiento colectivo; de plena edad de bronce son los restos de un pequeño poblado sito en Monserrates. De la cultura ibérica son los restos del Cabeço de la Cova y del importante poblado del Cabezo de Merita. De los tiempos de la romanización son las cerámicas que se encuentran en Els Recorrals, y de época tardo-romana, las sepulturas excavadas en la roca del Masía del Pozo.[11] Especial mención debe hacerse de les Cuevas de las Ventanas, cuevas artificiales abiertas en las rocas verticales.
- Fuente de Dos Chorros (Font de Dos Xorros). Símbolo de identidad del pueblo, situada en el casco urbano.
- Molino Rupestre (Molí Rupestre). Excavado en la roca y con más de 400 años de antigüedad.
- Ermita del Santo Cristo de la Piedad (Ermita del Sant Crist de la Pietat). Construcción patrimonial de gran valor religioso.
- Puente asolado (Pont Assolat). Se encuentra en las afueras de pueblo, dirección Bocairent.[12]

## Fiestas
- Fiestas Patronales. Se celebran los días 5, 6, 7, 8 y 9 de agosto, en honor a los Santos Patronos el Salvador, la Divina Aurora y San Roque.
- El día 5 de agosto es el día introductorio de las fiestas patronales con el título de ‘Quien no hace la víspera no hace la fiesta’, pero es realmente el día 6 cuando empiezan activamente las fiestas de agosto, declaradas de interés turístico.
- El día 6 (festividad del divino salvador) empieza viene acompañado de los siguientes actos:

– A las 11.00h se realiza un pasacalle amenizado por la Sociedad Instructiva Musical de Alfafara. Este pasacalle pasa por las principales calles del pueblo despertando a los vecinos y vecinas para iniciar un día lleno de actas en honor al patrón del pueblo, el divino Salvador.
– A las 12.00h, cuando finaliza el pasacalle se realiza una solemne misa cantada en honor al patrón del municipio y seguidamente se realiza un volteo de campanas que anuncian el final de la misa y el inicio del siguiente pasa-calle que puerta a los vecinos y vecinas en la zona de la Mateta donde se realiza una grande mascletà.
– A las 21.00h llega uno de los momentos más esperados del día para los alfafarencos y alfafarencas, la procesión del Divino Salvador, donde los vecinos y vecinas voluntarios sacan el santo a los hombros para realizar el recorrido acompañados de la banda de música y los congregados avanzan detrás del Santo al ritmo de las marchas de procesión. Una vez finalizado el recorrido y el Santo vuelve a la plaza, se realiza una pequeña oración y la banda de música se prepara para interpretar el Himno al divino Salvador. Este himno que tiene letra y música del autor José Mª Vicedo Sempere, se cantó por primera vez el 6 de agosto de 1942 y desde entonces, se lleva cantando todos los años. Para finalizar, se lanzan fuegos artificiales.
– A las 00.30h de la madrugada empieza la verbena.
- El día 7 (festividad de la divina Aurora) se realizan estos actos:

– A las 13.00h volteo general de campanas.
– A las 20.00h solemne misa en honor a la Divina Aurora. Después, una vez finalizada la misa, se realiza una procesión a la santa patrona por las calles del pueblo que finaliza de nuevo en la plaza de la iglesia. Una vez llega la Santa a la puerta de la iglesia se realiza una pequeña oración y se interpreta por parte de la banda municipal el himno a la divina aurora. Este himno fue cantado por primera vez al finalizar la procesión del día 7 de agosto del año 1954 y no se ha dejado de cantar desde aquel momento. Una vez finalizado el himno se realiza un castillo de fuegos en honor a la patrona y la Santa vuelve a entrar a la iglesia.
– Al finalizar la procesión se realiza el pasa-calle del ‘Roquero’, encarado a los pequeños y las pequeñas. Consiste en la figura estrafalaria del ‘Roquero’, un hombre malcarado que acosa las niñas y niños con una vara, y al ritmo de la música, completan el recorrido antes del aperitivo de la tarde. Es un acto que se había perdido y ahora vuelve a celebrarse.
– A las 00.30h de la madrugada comienza la verbena.
- Los festejos del día 8 (festividad de San Roque) empiezan a mediodía con los siguientes actos:

– A las 11.30h se realiza un pasa-calle para dar inicio en el día de fiestas patronales destinado a San Roque, a cargo de la Sociedad Instructiva Musical de Alfafara.
– A las 12.00h solemne misa en honor a San Roque. A la finalización de la misa se realiza un volteo general de campanas y un pasacalle seguido de una traca corrida donde participan tanto los más pequeños como los más mayores del pueblo. En la traca corrida la gente corre por ante los cohetes a medida que esta va avanzando. Esta traca se coloca en la calle principal que cruza gran parte del pueblo y por donde pasa el pasacalle.
– A las 21.00h se realiza la procesión de San Roque, al llegar el Santo en la plaza se cantan los gozos en honor al santo, pero en este caso no tienen melodía de acompañamiento instrumental, por lo tanto es un canto ‘a capela’ por los vecinos y vecinas del pueblo.
– A las 00.30h de la madrugada desde la Mateta se inicia una grande reprochada de disfraces, esta es la ocasión para los más mayores. Al igual que los niños y niñas del pueblo se hicieron sus disfraces para lucirlas el día de la Víspera en la plaza del pueblo, esta se la ocasión de los no tan pequeños, donde llegan con sus disfraces artesanales realizados los días anterior a la festividad por las diferentes pandillas de amigos y amigas. Esta reprochada cada vez tiene más participación puesto que actualmente también participan muchos jóvenes otras poblaciones próximas, que también se crean su disfraz para participar en la fiesta. La Reprochada está amenizada por la banda municipal y pasa por las calles del pueblo hasta llegar a la calle Las Eras donde nos espera la verbena amenizada por alguna orquesta para continuar con la fiesta.
- Los festejos del día 9 (día de l´Aixabegó): Es el último día de fiesta donde todos los vecinos realizan una cena para despedirse.
- Santa Cecília: Se celebra el 22 de noviembre y tiene lugar el fin de semana más próximo a esta fecha.[13]

## Gastronomía
Teniendo en cuenta que el principal producto agrícola de la población es el aceite, los platos típicos son los denominados Mulladors, entre los que cabe destacar la pericana y l'aspencat, a base de tomate, los pimientos, ajos, alubias, perejil, mezclado con atún, bacalao o capellans. Además están la borreta de patatas con bacalao y espinacas, la sang amb ceba, el puchero de pelotes o fasedures.
De entre los arroces, arroz al horno (arròs al forn), caldero, Arròs de dejuni, arroz con pencas, judías y nabos (arrós amb penques i fesols i naps). En cuanto a los postres destacan la calabaza al horno, pasteles de boniato (els pastissos de moniato), el codonyat, buñuelos (els bunyols), la torta cristina (les coques cristines), la tortà, la fabiola, els casquinyols, los suspiros (els suspiros).

## Turismo y localizaciones pintorescas
La población de Alfafara cuenta con diversas rutas y vías verdes dentro de una zona montañosa que esconde ubicaciones llenas de historia a las que se puede acceder.
1. Fuente del Azud:[16] Está ubicada en el núcleo urbano de Alfafara, es espaciosa y alberga zonas para sentarse y pasar el rato.
2. Fuente del Tarragó:[17] Es una área natural que cuenta con juegos infantiles y varias zonas de merendero.
3. Cueva del Bolumini:[18] Se sitúa en la ladera del Barranco del Cantal de la Vila. La entrada es espaciosa y data de la época neolítica.
4. Necrópolis Mas del Pou:[19] Un grupo de 63 sepulturas romanas se esconden en lo alto de una pequeña meseta. Un diamante en bruto del patrimonio cultural valenciano.
5. Molino rupestre del Pantanet:[20] Una zona datada de la época medieval que ha sido trabajada laboriosamente y que cuenta un historia a simple vista.
6. Ermita de la Virgen de la Luz:[21] Ubicada cerca de un bosque de pinos. Se destaca por su altura y su simpleza.[22]